# Shuffleboard
Beim Shuffleboard [ˈʃʌflˌbɔːrd] handelt es sich um ein Spiel oder auch eine Sportart für gewöhnlich vier Spieler (2 vs. 2). Dabei müssen von zwei Personen gegeneinander, mit Hilfe eines sogenannten Cues, einer Art „Schieber“, runde Scheiben (Disks) auf die gegenüberliegende Seite eines rechteckigen Spielfeldes beschleunigt werden, um dort auf markierten, möglichst hohen Punktefeldern liegenzubleiben. Die Bahnen sind gespiegelt, so dass in der nächsten Runde die zwei jeweiligen Teampartner die Scheiben gegeneinander wieder zurück spielen.
Shuffleboard ist insbesondere in vielen Hotelanlagen in südlichen Urlaubsgebieten sowie auf Kreuzfahrtschiffen als Freizeitaktivität beliebt und dadurch auch im deutschsprachigen Raum bekanntgeworden. Es war bereits Ende des 19. Jahrhunderts auf Ozeandampfern beliebt.

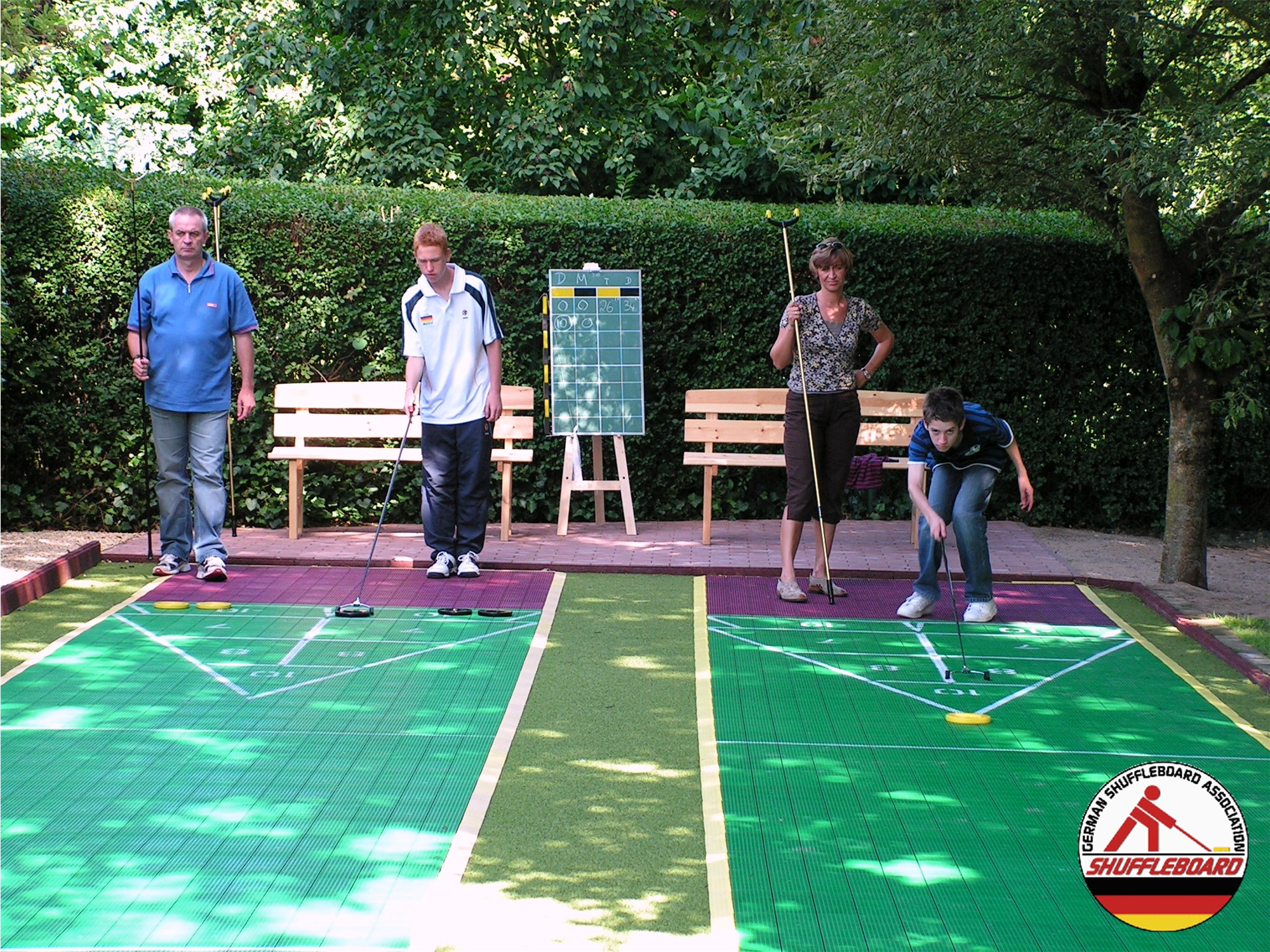
Shuffleboard

## Das Spielfeld

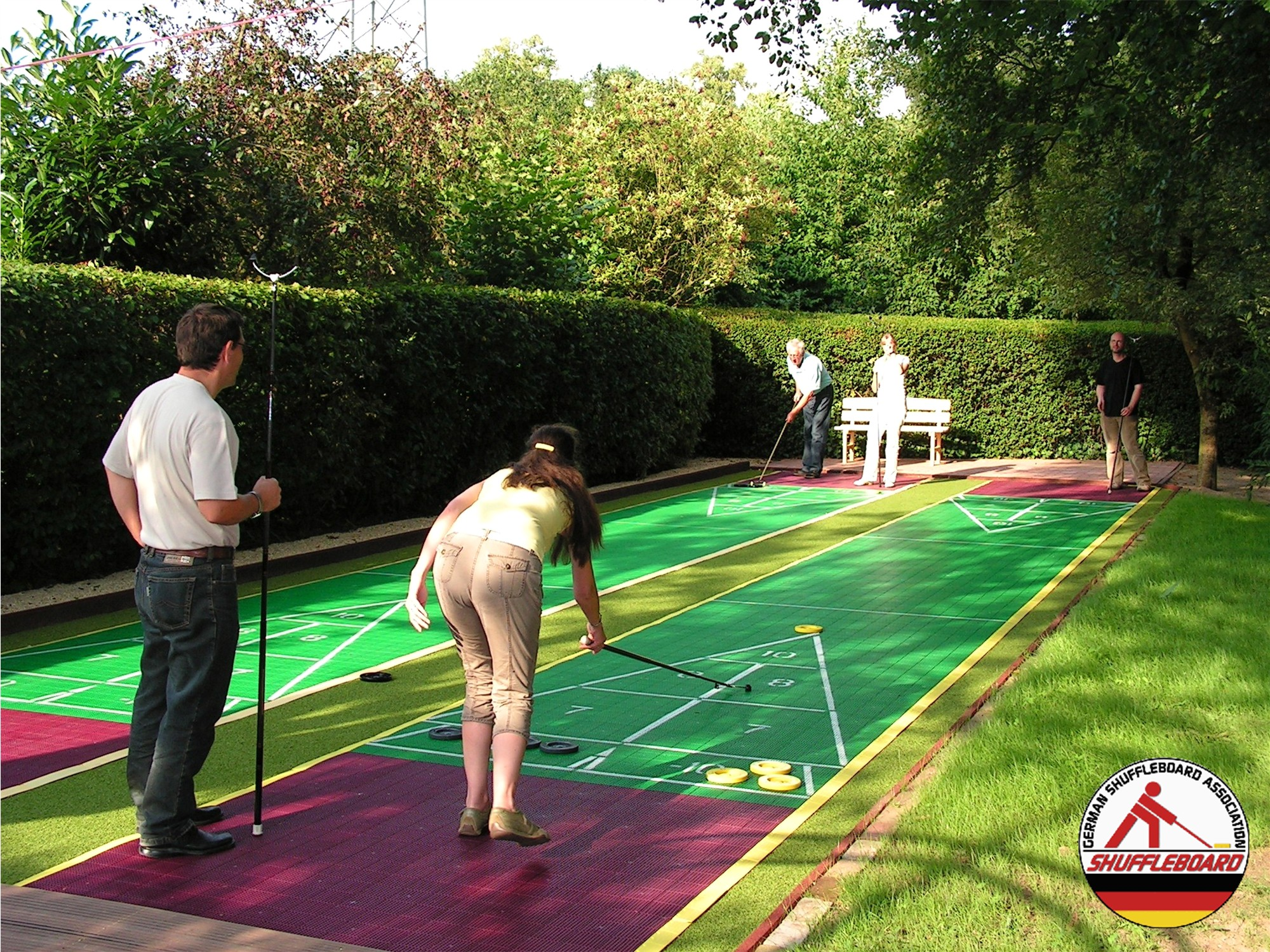
Shuffleboard

Man kann sich das Spielfeld von der Form her wie einen langen Schlauch vorstellen, ähnlich wie auf künstlichen Boccia-Bahnen. Meist bestehen diese aus einem besonders glatten Beton, in Deutschland wird zumeist auf (demontablen) Kunststoff-Bahnen gespielt. Auf jeder Seite dieser Bahn ist dabei ein in sich unterteiltes Dreieck mit Farbe aufgezeichnet, in dem verschieden hohe Punktzahlen vermerkt sind. Dabei zeigt die Spitze des Dreiecks stets zu der Seite, von der aus die Spieler die Scheiben „schießen“. In dieser sehr schwierig zu treffenden Spitze ist auch die höchste Punktzahl „10“ vermerkt. Je breiter vom Spieler aus nach hinten das Dreieck wird, desto geringer werden auch die zu erreichenden Punkte. Zu weit sollte jedoch beim Shuffleboard nicht katapultiert werden, da unmittelbar hinter den Pluspunkten noch ein weiterer Streifen aufgezeichnet ist, auf dem Punkte wieder abgezogen werden. Erreicht werden können zehn, acht, sieben und minus zehn Punkte.

## Zubehör
Jeder Spieler benötigt jeweils ein Cue sowie vier Disks.

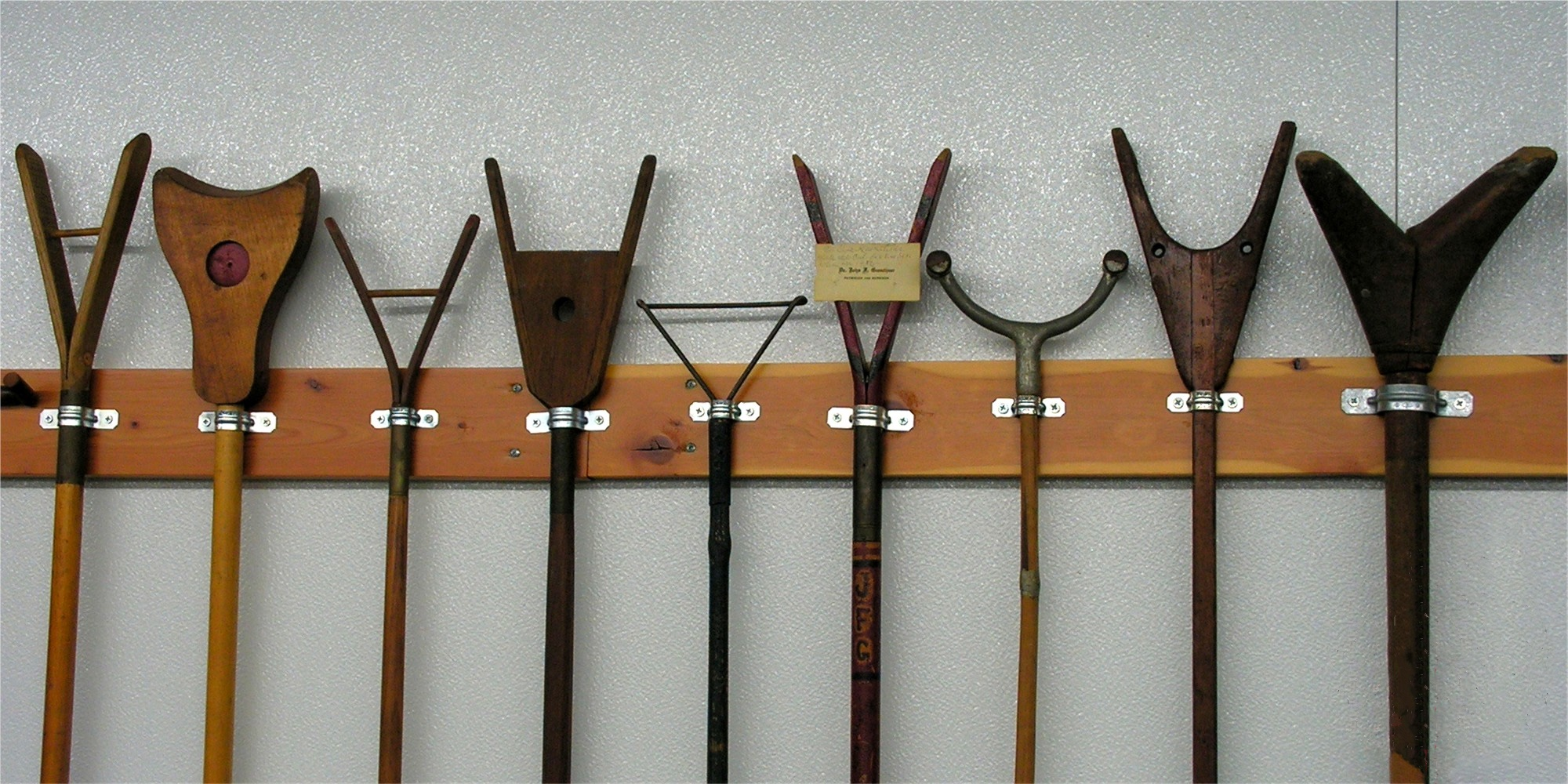
Historische Shuffleboard Cues

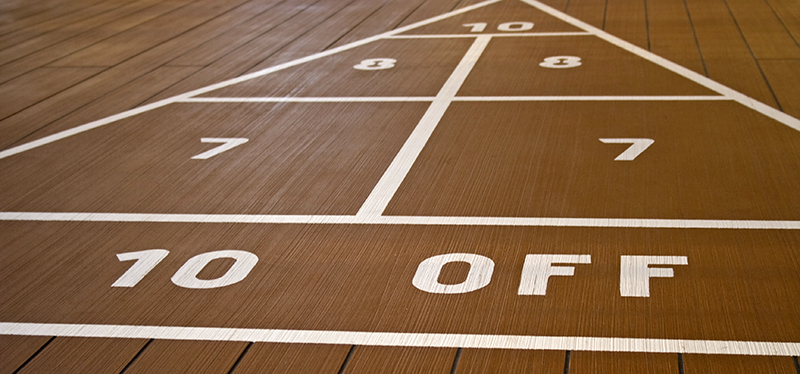
Shuffleboard Spielfeld (Court)

Der Cue ist ein max. 1,905 m (sechs Fuß, drei Zoll) langer Stab, an dessen Ende, wie der Buchstabe U geformt, sich ein halbkreisähnliches Element befindet, das die zu beschleunigenden Disks perfekt aufnehmen kann.
Die Disks sind mit max. 2,54 cm (ein Zoll) flach und haben einen Durchmesser von 15,24 cm (sechs Zoll). Die Masse beträgt zwischen 325 und 425 Gramm. Sie besitzen, um gut über das Spielfeld gleiten zu können, eine möglichst glatte Oberfläche.

## Spielablauf
Der eigentliche Ablauf, besonders wenn in Ferienanlagen zum Vergnügen gespielt wird, ist recht simpel. Mit dem Cue versuchen die Spieler von der einen Seite des Spielfeldes, abwechselnd jeweils eine Disk auf das Dreieck der anderen Seite zu schießen. Sind von beiden Seiten sämtliche Disks gespielt worden, werden die jeweiligen Punkte addiert (oder abgezogen).
Gespielt wird so lange, bis eine vorher vereinbarte Punktzahl erreicht ist (meist 90) oder eine bestimmte Anzahl von sog. Frames (jeder Spieler hat einmal begonnen) abgeschlossen ist. In diesem Fall hat der Spieler mit dem höheren (addierten) Endergebnis das Match gewonnen.
Besonderheiten:
- Disks (auch des Gegners) dürfen, wie beim Curling oder Eisstockschießen, mit einer eigenen Disk aus dem Dreieck herausgeschossen oder in andere Punktefelder verschoben werden.
- Erreicht eine Disk nicht die sog. Deadline (zu kurz gespielt), wird sie unverzüglich entfernt.
- Es werden nur die Disks gewertet, die keine der die Punktefelder begrenzenden Linien berühren.

Table Shuffleboard (auch Shufflepuck genannt) ist die Tischvariante von Shuffleboard. Die Disks werden ohne Cue, sondern mit den Händen geschoben.